# المنتخب الوطني لكرة القدم لذوي صعوبات التعلم
يعد فريق إنجلترا لذوي الإعاقات التعلمية (LD) واحدًا من ثمانية فرق لذوي الإعاقات يدعمها اتحاد كرة القدم.للتأهل للفريق، يجب أن يكون لدى اللاعبين إعاقة ذهنية بمعدل ذكاء يساوي أو أقل من 70-75، وفقًا لما حددته منظمة الصحة العالمية. يجب أن يكون اللاعبون قد تلقوا تعليمًا خاصًا أو عملًا و/أو رعاية مؤقتة بين سن 0 و18 عامًا. 
فاز فريق إنجلترا لذوي صعوبات التعلم بكأس العالم في بطولة العالم لكرة القدم INAS في عام 2002، بعد فوزه على هولندا 2-1 في ملعب يوكوهاما باليابان في أغسطس 2002.  وصلوا إلى نهائي بطولة أوروبا لذوي الإعاقات التعلمية في أغسطس 2003، عندما هزموا 2-1 أمام هولندا في البرتغال.  لقد توجوا أبطالاً للعالم في أول دورة ألعاب عالمية في أغسطس 2004، بعد أن تغلبوا على بولندا 4-1 في المباراة النهائية في بولناس، السويد.  ومع ذلك، خرج حامل لقب كأس العالم من ربع نهائي بطولة كأس العالم لكرة القدم INAS FID في عام 2006، حيث خسر 4-1 أمام المملكة العربية السعودية في ريكلينجهاوزن، ألمانيا. 